# Gällivare kommun
Gällivare kommun är en kommun i Norrbottens län i landskapet Lappland i Sverige. Centralort är Gällivare.
Kommunen är belägen strax norr om polcirkeln. Västra delen består av fjällområden och den södra delen av skog och myrmark. Linaälven och Luleälven, där två av landets största vattenkraftverk finns, rinner genom kommunen. Två av Sveriges nationalparker är belägna här och det finns rika mineraltillgångar. Dessa har lett till att gruvor anlagts i Aitik och Malmberget vilka fortsatt sysselsätter en stor andel av befolkningen.
Socialdemokraterna har varit starkaste parti i samtliga kommunalval, samtidigt finns inte riksdagspartierna Centerpartiet, Liberalerna eller Kristdemokraterna representerade i kommunfullmäktige.

## Administrativ historik
När 1862 års kommunreform genomfördes i Lappland 1874 bildades Gällivare landskommun i Gällivare socken. Där inrättades den 2 juni 1893 Gällivare kyrkostads municipalsamhälle och den 23 december 1908 Malmbergets municipalsamhälle. Det förstnämnda (med namnet avkortat till Gällivare den 7 september 1951) ägde bestånd fram till och med utgången av år 1955, medan Malmberget upplöstes med utgången av år 1959.
Kommunreformen 1952 påverkade inte indelningarna i området, då varken Västerbottens eller Norrbottens län berördes av reformen. Vid kommunreformen 1971 bildades Gällivare kommun av Gällivare landskommun.
Kommunen ingår sedan bildandet i Gällivare domsaga.
Kommunen ingår sedan 2000 i Förvaltningsområdet för finska och för meänkieli samt sedan 2010 i Förvaltningsområdet för samiska. Kommunnamnet på finska är Jällivaaran kunta, på meänkieli Jellivaaran kunta och Jiellevári gielda (nordsamiska), Jielleváre kommuvnna (lulesamiska).

## Geografi
Gällivare kommun gränsar i söder mot kommunerna Jokkmokk och  Boden, i öster mot Överkalix och Pajala, samt i norr mot Kiruna i Sverige. I nordväst gränsar kommunen mot Narvik och Hamarøy i Norge. Med en areal på 16 950 kvadratkilometer är kommunen Sveriges tredje största baserat på arealen

### Topografi och hydrografi

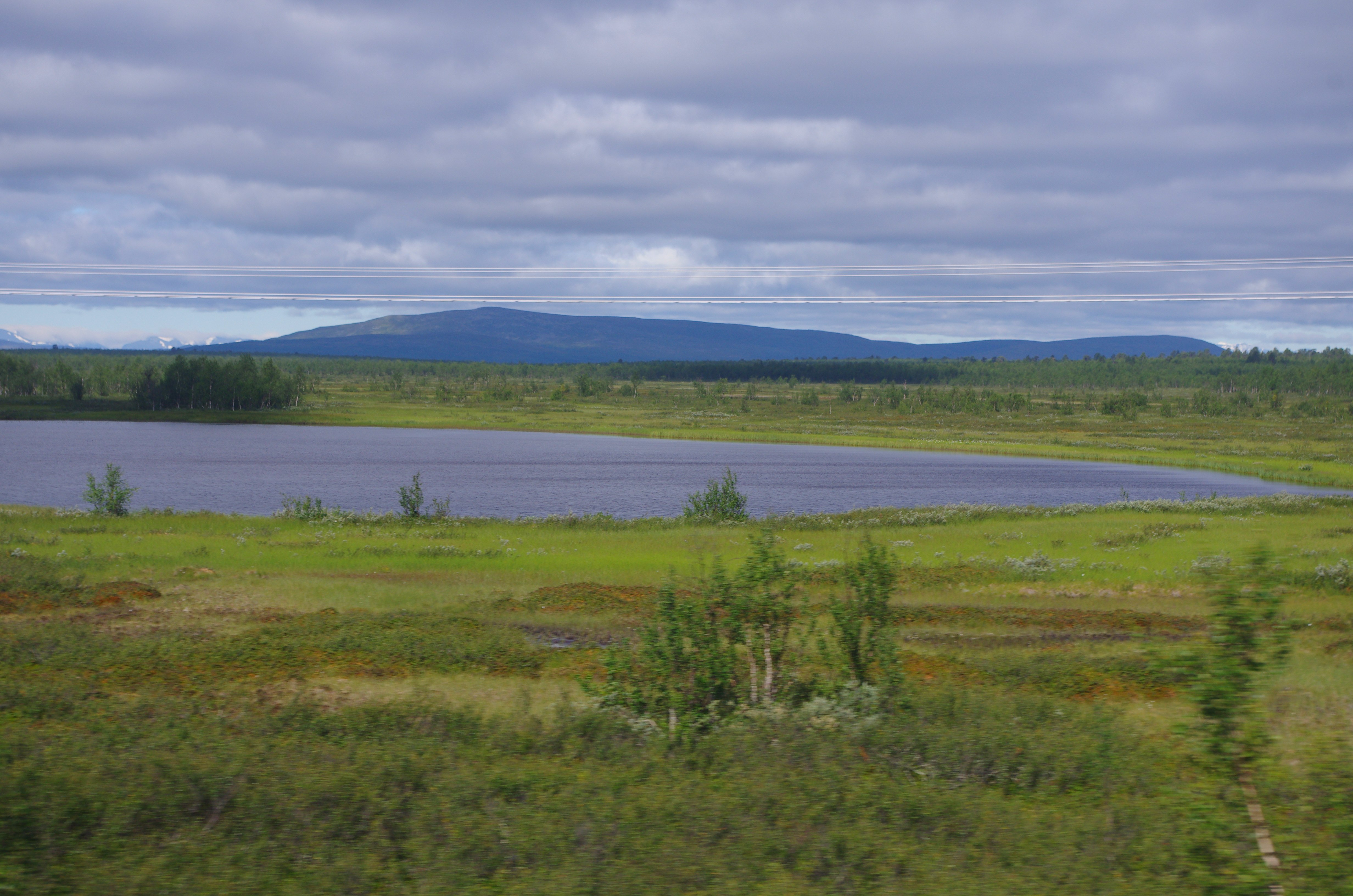
Sjön Ajojärvi i Gällivare kommun i Lappland i Sverige.

Gällivare kommun ligger 100 kilometer norr om polcirkeln. Cirka 25 procent av området utgörs av högfjällsterräng. Västra delen av kommunen utgörs av fjällområden. Den södra delen av kommunen upptas av stora skogs- och myrområden.
Det finns 3 649 sjöar i kommunen som är större än en hektar och det rinner mer än 8 000 kilometer vatten. Genom Gällivare kommun rinner Luleälven och Linaälven, en älv som börjar norr om Malmberget och senare rinner ihop med Ängesån vid Linafallet.
Nedan presenteras andelen av den totala ytan 2020 i kommunen jämfört med riket.
|  | Bebyggelse (0,9 %) |

|  | Skog (49,1 %) |

|  | Öppen myrmark (15,2 %) |

|  | Jordbruksmark (0,0 %) |

|  | Övrig mark (34,8 %) |

|  | Bebyggelse (3,1 %) |

|  | Skog (68,0 %) |

|  | Öppen myrmark (7,2 %) |

|  | Jordbruksmark (7,4 %) |

|  | Övrig mark (14,3 %) |

### Naturskydd

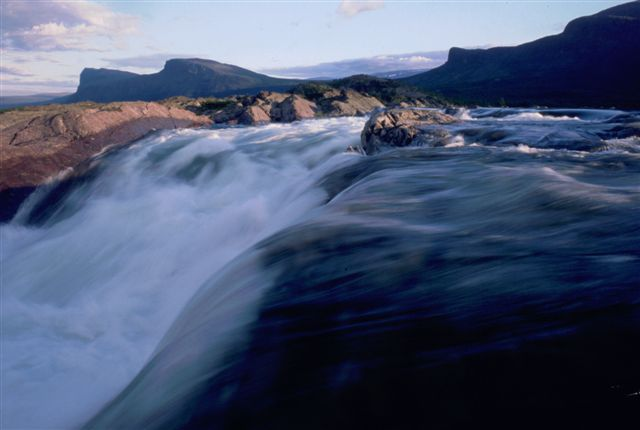
Stora Sjöfallets nationalpark.

Det finns två nationalparker i kommunen. Stora Sjöfallets nationalpark bildades år 1910.  Söder om parken finns Sarek och norr om parken finns naturreservatet Sjaunja, vilket är Norrbottens största naturreservat och innehåller ett av världens mest skyddsvärda våtmarksområden. Den andra nationalparken är Muddus som bildades år 1942. Andra exempel på naturreservat i kommunen är Kaitum och Lina, vilka skyddar urskogartade fjällnära skogar.

### Administrativ indelning

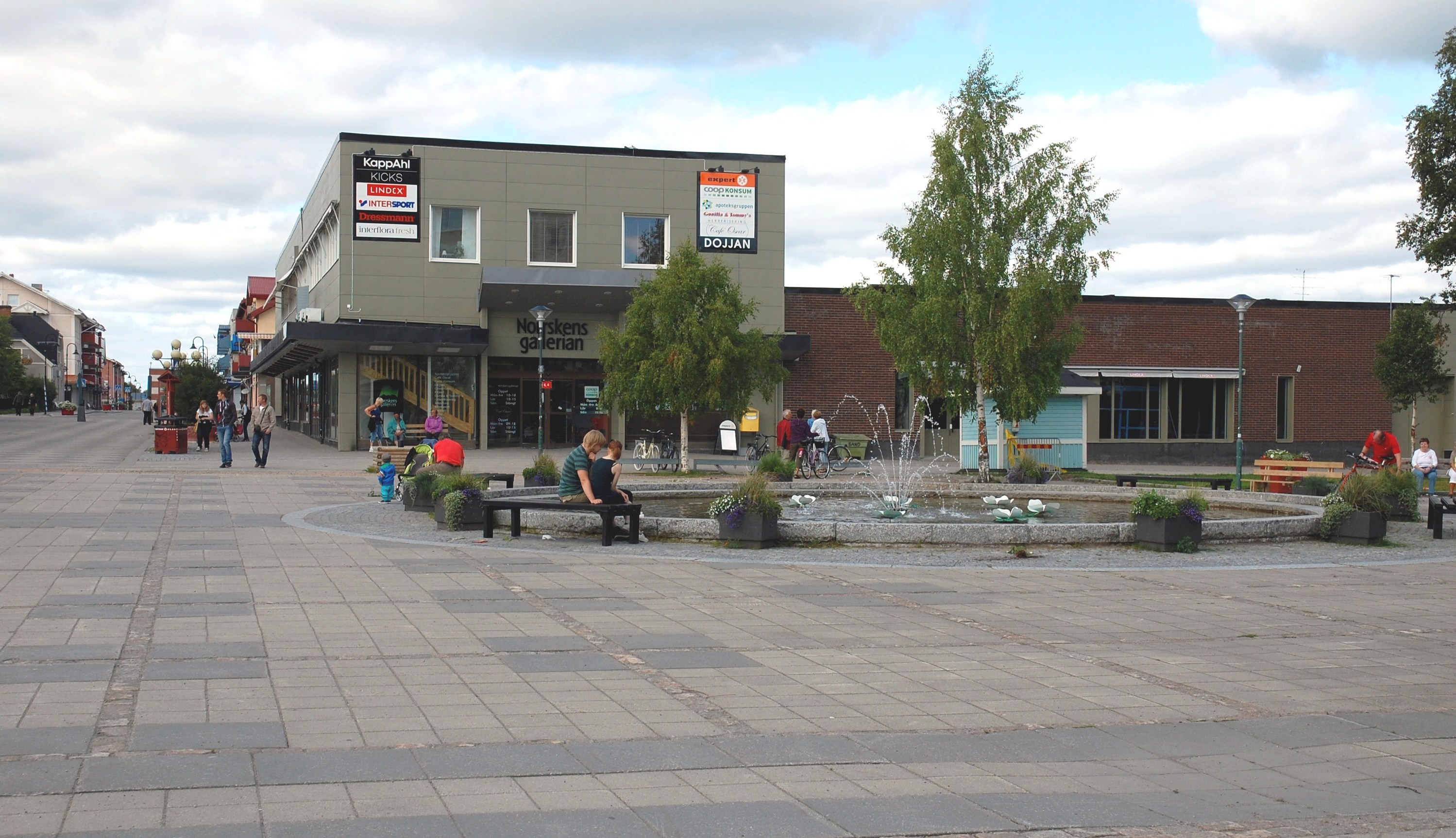
Torget i Gällivare, 2012.

Fram till 2016 var kommunen för befolkningsrapportering indelad i 
Gällivare församling och Malmbergets församling.

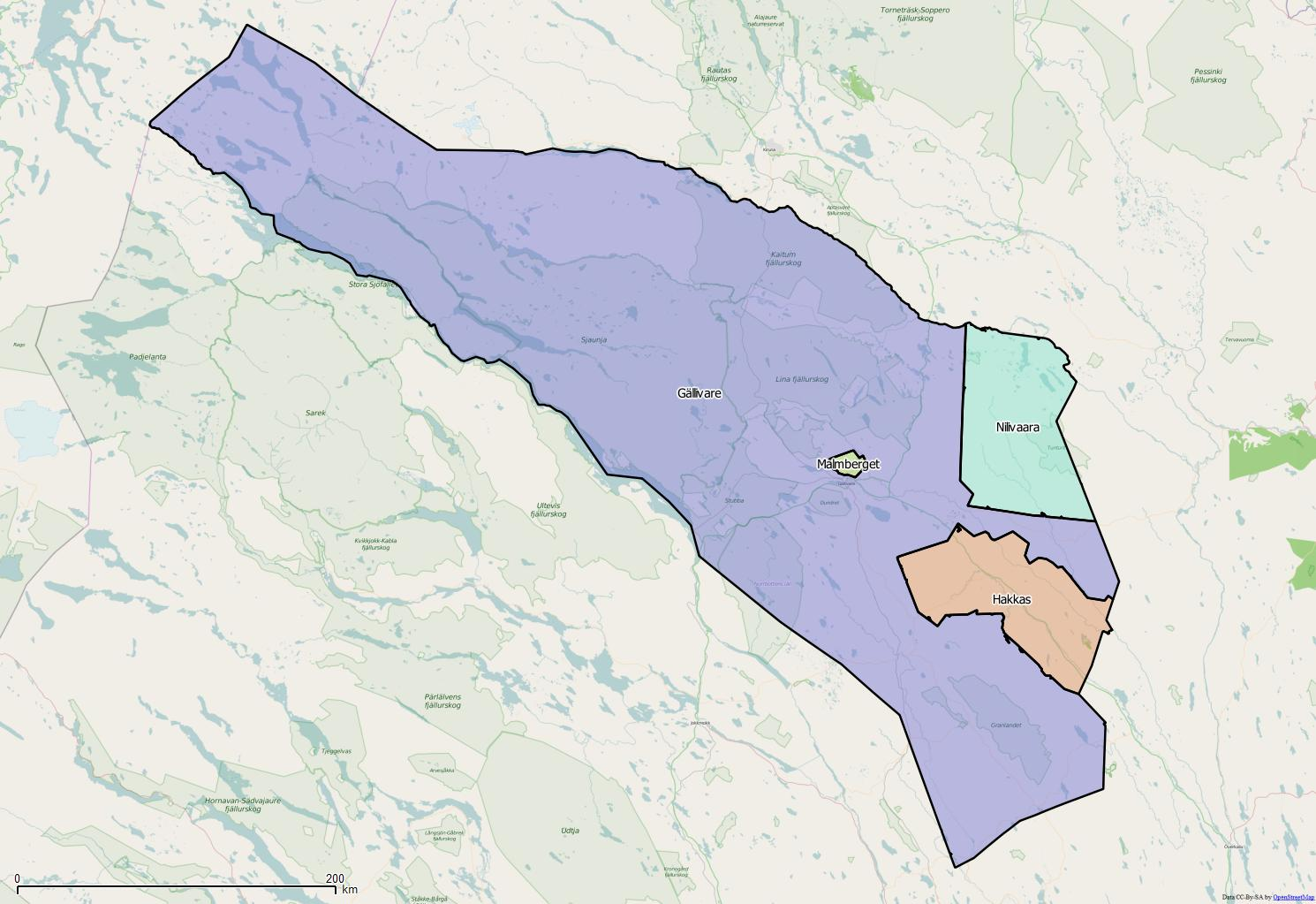
Distrikt inom Gällivare kommun

Från 2016 indelas kommunen istället i fyra distrikt – Gällivare, Hakkas, Malmberget och Nilivaara.

### Tätorter

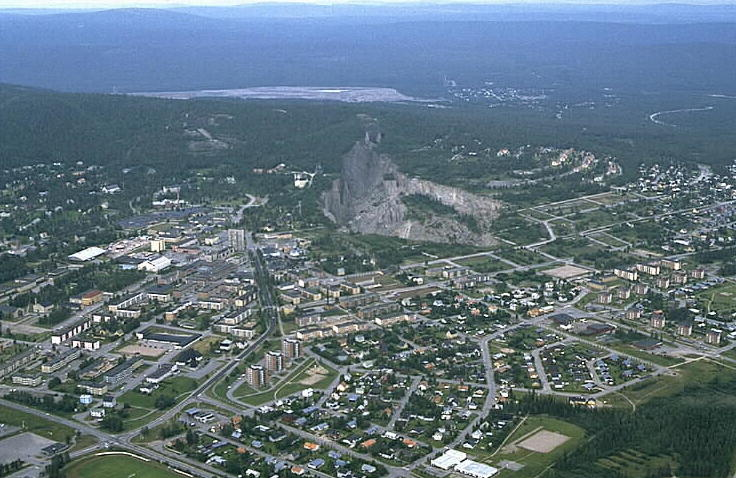
Malmbergets samhälle år 1994.

Vid tätortsavgränsningen av Statistiska centralbyrån den 31 december 2015 fanns det sex tätorter i Gällivare kommun. 
| Nr | Tätort           | Folkmängd |
| -- | ---------------- | --------- |
| 1  | Gällivare        | 10 362    |
| 2  | Malmberget       | 1 757     |
| 3  | Malmberget östra | 1 625     |
| 4  | Koskullskulle    | 818       |
| 5  | Hakkas           | 374       |
| 6  | Tjautjas/Čavččas | 242       |

Centralorten är i fet stil.

## Styre och politik

### Styre
Socialdemokraterna har varit det största partiet i samtliga val och fick dessutom egen majoritet i valen 1979, 1994 och 2010. 
| År        | Partier | Partier | Partier | Partier | Partier | Partier |
| --------- | ------- | ------- | ------- | ------- | ------- | ------- |
| 1994-1998 | S       |         |         |         |         |         |
| 1998-2002 | S       | V       |         |         |         |         |
| 2002-2006 | S       | M       |         |         |         |         |
| 2006-2010 | S       | V       | NS      |         |         |         |
| 2010-2014 | S       |         |         |         |         |         |
| 2014-2018 | V       | M       | MP      | NS      | MV      |         |
| 2018-2022 | S       | V       | MP      |         |         |         |
| 2022-     | S       | MP      |         |         |         |         |

### Kommunfullmäktige

#### Presidium
| Presidium 2022–2026    | Presidium 2022–2026 | Presidium 2022–2026 |
| ---------------------- | ------------------- | ------------------- |
| Ordförande             | S                   | Gerd Siverhall      |
| Förste vice ordförande | S                   | Lena Lindberg       |
| Andre vice ordförande  | M                   | Kurt Kalla          |

#### Mandatfördelning 1970–2022
Två av riksdagspartierna, Centerpartiet och Kristdemokraterna, ställde inte upp i kommunvalet 2014. Båda partierna hade åkt ut ur kommunfullmäktige i valet 2006. Folkpartiet åkte ur fullmäktige i valet 2010 men ställde upp i valet 2014 och hade beställt valsedlar.
| 9 | 20 | 4 | 3 | 5 |

| 36 |

| 9 | 20 |  | 5 | 2 | 4 |

| 32 | 9 |

| 8 | 20 | 2 |  | 5 | 2 | 3 |

| 30 | 11 |

| 6 | 21 | 2 | 2 | 4 | 2 | 4 |

| 26 | 15 |

| 7 | 20 |  | 3 | 3 |  |  | 5 |

| 28 | 13 |

| 7 | 17 |  | 2 |  | 4 | 2 | 2 | 5 |

| 28 | 13 |

| 7 | 19 | 2 |  | 2 | 2 | 2 | 2 | 4 |

| 26 | 15 |

| 8 | 19 |  |  | 2 | 2 | 2 |  | 5 |

| 26 | 15 |

| 9 | 22 | 2 |  |  |  |  | 4 |

| 22 | 19 |

| 13 | 13 |  |  | 6 |  |  |  | 4 |

| 21 | 20 |

| 9 | 13 | 2 | 2 | 5 |  | 2 |  | 6 |

| 20 | 21 |

| 9 | 19 | 2 |  | 3 |  | 6 |

| 21 | 20 |

| 7 | 21 |  | 2 |  | 2 | 7 |

| 21 | 20 |

| 7 | 17 | 4 | 2 | 2 | 2 | 7 |

| 23 | 18 |

| 5 | 15 | 5 | 2 | 5 | 2 | 7 |

| 22 | 19 |

| 4 | 9 | 5 | 5 |  | 11 |

| 20 | 15 |

### Nämnder

#### Kommunstyrelse
Totalt har kommunstyrelsen 13 ledamöter, varav 4 tillhör Moderaterna och 3 tillhör Socialdemokraterna medan Miljöpartiet, Vänsterpartiet och Sverigedemokraterna alla har 2 ledamöter vardera.
| Presidium 2022–2026 | Presidium 2022–2026 | Presidium 2022–2026 |
| ------------------- | ------------------- | ------------------- |
| Ordförande          | S                   | Birgitta Larsson    |
| Vice ordförande     | MP                  | Henrik Ölvebo       |

#### Lista över kommunstyrelsens ordförande
- Märit Palo, Socialdemokraterna, 1998–31 december 2002[27][28][29]
- Tommy Nyström, Socialdemokraterna, 1 januari 2003–31 december 2014[30]
- Jeanette Wäppling, Vänsterpartiet, 1 januari 2015–31 december 2016[31]
- Lars Alriksson, Moderaterna, 1 januari 2017–31 december 2018[31]
- Jeanette Wäppling, Vänsterpartiet, 1 januari 2019–31 december 2019[32]
- Henrik Ölvebo, Miljöpartiet, 1 januari 2020–31 december 2020[33]
- Birgitta Larsson, Socialdemokraterna, 1 januari 2021–[34]

Denna lista hämtas från Wikidata. Informationen kan ändras där.

#### Övriga nämnder
Utöver de obligatoriska nämnderna finns även följande nämnder i Gällivare kommun:
- Socialnämnden
- Miljö-, bygg- och räddningsnämnd
- Barn- och utbildningsnämnden

Den obligatoriska Överförmyndarnämnden är gemensam med Jokkmokks kommun och Pajala kommun. Gällivare kommun är värdkommun för nämnden sedan januari 2023.

### Valresultat 2022
| Parti                            | Valdistrikt       | Valdistrikt | Kommun  |
| Parti                            | Starkaste         | Andel       | Andel   |
| -------------------------------- | ----------------- | ----------- | ------- |
| M                                | Koskullskulle     | 35,88 %     | 30,18 % |
| S                                | Gällivare Norra   | 37,95 %     | 26,93 % |
| SD                               | Gällivare Södra   | 22,96 %     | 15,42 % |
| MP                               | Gällivare Västra  | 23,49 %     | 13,28 % |
| V                                | Gällivare Centrum | 12,18 %     | 10,33 % |
| NS                               | Gällivare Södra   | 3,74 %      | 2,09 %  |
| L                                | Gällivare Södra   | 1,48 %      | 0,71 %  |
| C                                | Gällivare Södra   | 1,18 %      | 0,47 %  |
| Data hämtat från Valmyndigheten. |                   |             |         |

Exklusive uppsamlingsdistrikt. Partier som fått mer än en procent av rösterna i minst ett valdistrikt redovisas.

### Vänorter
Gällivare kommun har sedan maj 2022 tre vänorter:
- Tysfjord, Norge
- Kittilä, Finland
- Barga, Italien

## Ekonomi och infrastruktur

### Näringsliv
När järnvägsförbindelsen med Luleå öppnade 1888 ökade exploateringen av järnmalmsfyndigheterna i Gällivare. Därefter  växte Gällivare som administrativt och kommersiellt centrum. Malmtillgångarna ledde till att Malmberget befolkades och i början av 2020-talet var det lokala näringslivet   alltjämt starkt beroende av ggruvnäringen.Även flera av kommunens små industrier är relaterade till gruvnäringen då de är legotillverkare åt gruvindustrin. Den största arbetsgivaren var dock i början av 2020-talet  den offentliga sektorn.
I Gällivare kommun finns fyra samebyar, tre fjällsamebyar och en skogssameby. Fjällsamebyarna Girjas sameby, Unna tjerusj och Báste čearru bedriver renskötsel ovan odlingsgränsen under barmarksperioden men kan flytta ända ned till kustlandet vintertid. Gällivare skogssameby har hela året sin verksamhet nedanför odlingsgränsen. Tre av samebyarna bildade i mars 2011 ett gemensamt näringsutvecklingsbolag, Ávki AB.

#### Energi och råvaror
Det finns stora naturresurser i form av vatten och i Luleälven finns två av landets största vattenkraftverk, Vieta och Ritsem.
Bland råvaror återfinns koppar, guld, silver i Aitik och järn i Malmberget.

#### Industri
Näringslivet i kommunen kretsar kring gruvnäringen och kommunens två stora gruvor, LKAB:s järnmalmsgruva i Malmberget och Bolidens koppar- och guldgruva Aitik. Dessa två gruvor sysselsätter en stor andel av industriarbetarna. De flesta övriga industrier är leverantörer till gruvindustrin. År 2020 hade Boliden 675 anställda i kommunen och var då den största privata arbetsgivaren.

#### Tjänster och turism

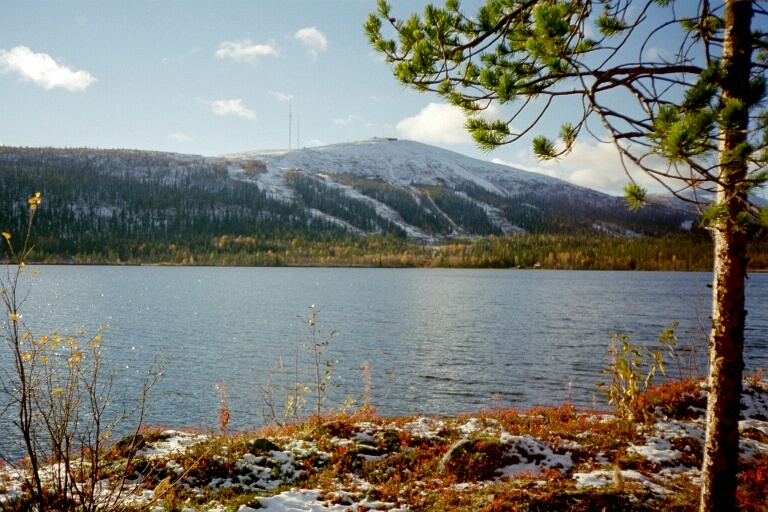
Dundret sett från Harrträsk.

Den offentliga sektorn är kommunens största arbetsgivare. År 2020 hade Gällivare kommun 1675 anställda, och år 2022 var ungefär 700 anställda vid Gällivare sjukhus.
I Peltovaara mångfaldspark finns en timrad turiststuga bevarad från  1860-talet. Det är minnen från den tidiga turismen i området. Kommunen lockar turister med upplevelser, att "uppleva allt det vackra som lappland har att erbjuda. Riktiga vintrar, norrsken, vildmark och stora mängder med snö", och turismen till kommunen har ökat. Ett av besöksmålen är skidorten Dundret, ett annat Nikkaluokta med vandringsleder mot Ritsem.

### Infrastruktur

#### Transporter

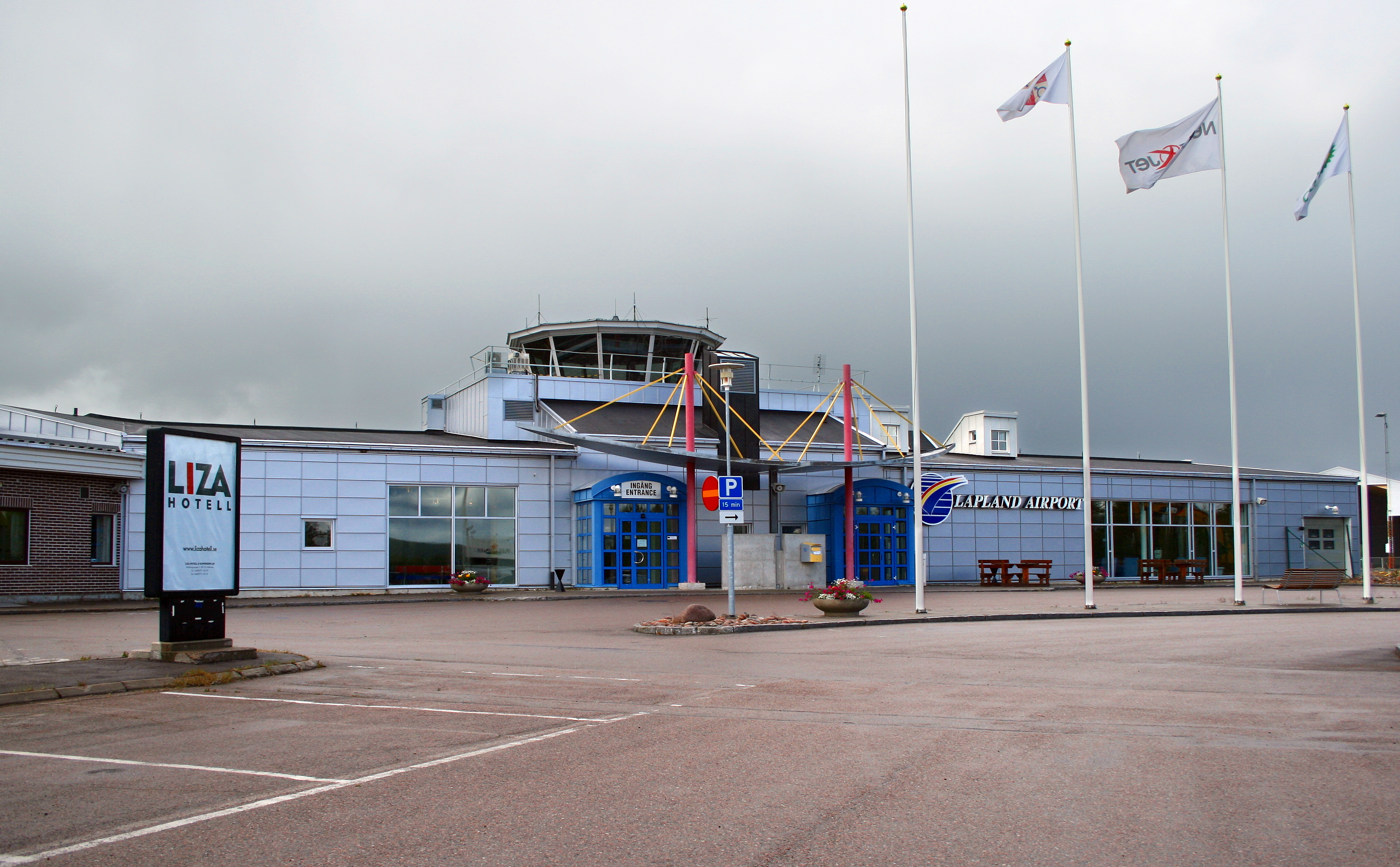
Gällivares flygplats, Lapland Airport.

Genom kommunen går Europaväg 10 och riksväg 45. Därtill går Malmbanan genom kommunen, med station i centralorten Gällivare med regional tågtrafik till Narvik, Kiruna, Boden och Luleå samt nattågstrafik till Stockholm. Gällivare är ändstation på Inlandsbanan. Utanför tätorten finns en flygplats, Gällivare Lapland Airport, med dagliga förbindelser till olika svenska orter.
Gällivare kommun ansvarar för tre lokalbusslinjer inom Gällivare, Malmberget och Koskullskulle.

## Befolkning

### Demografi

#### Befolkningsutveckling
Kommunen har 17 233 invånare (31 december 2024), vilket placerar den på 140:e plats avseende folkmängd bland Sveriges kommuner.
Befolkningsutvecklingen har gått stadigt utför med ett tapp under 2000-talet som motsvarar 1 procent av folkmängden per år.
| Befolkningsutvecklingen i Gällivare kommun 1810–2020                                                                                   | Befolkningsutvecklingen i Gällivare kommun 1810–2020 | Befolkningsutvecklingen i Gällivare kommun 1810–2020 | Befolkningsutvecklingen i Gällivare kommun 1810–2020 | Befolkningsutvecklingen i Gällivare kommun 1810–2020 |
| --- | ---------------------------------------------------- | ---------------------------------------------------- | ---------------------------------------------------- | ---------------------------------------------------- |
| |                                                      |                                                      |                                                      |                                                      |
| År |                                                      |                                                      | Folkmängd                                            |                                                      |
| 1810 | 1810                                                 |                                                      | 1 240                                                |                                                      |
| 1820 | 1820                                                 |                                                      | 1 116                                                |                                                      |
| 1830 | 1830                                                 |                                                      | 1 318                                                |                                                      |
| 1840 | 1840                                                 |                                                      | 1 612                                                |                                                      |
| 1850 | 1850                                                 |                                                      | 1 870                                                |                                                      |
| 1860 | 1860                                                 |                                                      | 2 443                                                |                                                      |
| 1870 | 1870                                                 |                                                      | 2 691                                                |                                                      |
| 1880 | 1880                                                 |                                                      | 3 253                                                |                                                      |
| 1890 | 1890                                                 |                                                      | 4 279                                                |                                                      |
| 1900 | 1900                                                 |                                                      | 11 745                                               |                                                      |
| 1910 | 1910                                                 |                                                      | 16 245                                               |                                                      |
| 1920 | 1920                                                 |                                                      | 19 164                                               |                                                      |
| 1930 | 1930                                                 |                                                      | 20 228                                               |                                                      |
| 1940 | 1940                                                 |                                                      | 20 824                                               |                                                      |
| 1950 | 1950                                                 |                                                      | 22 479                                               |                                                      |
| 1960 | 1960                                                 |                                                      | 27 670                                               |                                                      |
| 1970 | 1970                                                 |                                                      | 25 413                                               |                                                      |
| 1975 | 1975                                                 |                                                      | 25 406                                               |                                                      |
| 1980 | 1980                                                 |                                                      | 24 711                                               |                                                      |
| 1985 | 1985                                                 |                                                      | 23 532                                               |                                                      |
| 1990 | 1990                                                 |                                                      | 22 421                                               |                                                      |
| 1995 | 1995                                                 |                                                      | 22 050                                               |                                                      |
| 2000 | 2000                                                 |                                                      | 20 037                                               |                                                      |
| 2005 | 2005                                                 |                                                      | 19 077                                               |                                                      |
| 2010 | 2010                                                 |                                                      | 18 425                                               |                                                      |
| 2015 | 2015                                                 |                                                      | 18 123                                               |                                                      |
| 2020 | 2020                                                 |                                                      | 17 462                                               |                                                      |
| Anm: Uppgifterna för perioden 1970-2015 avser förhållandena den 31 december enligt den kommunala indelningen den 1 januari året efter. |                                                      |                                                      |                                                      |                                                      |

#### Migration
År 2016 var Gällivare kommun en av de kommuner som hade lägst antal kommunmottagna flyktingar, det vill säga flyktingar som inte själva ordnat eget boende. Antalet mottagna var då 2 per 1 000 invånare.

#### Utländsk bakgrund
Den 31 december 2014 utgjorde antalet invånare med utländsk bakgrund (utrikes födda personer samt inrikes födda med två utrikes födda föräldrar) 1 585, eller 8,69 procent av befolkningen (hela befolkningen: 18 231 den 31 december 2014). Den 31 december 2002 utgjorde antalet invånare med utländsk bakgrund enligt samma definition 1 065, eller 5,48 procent av befolkningen (hela befolkningen: 19 420 den 31 december 2002).

#### Invånare efter de vanligaste födelseländerna
Följande länder är de 10 vanligaste födelseländerna för befolkningen i Gällivare kommun.
| Födelseland 31 december 2021 | Födelseland 31 december 2021 | Födelseland 31 december 2021 | Födelseland 31 december 2021 | Födelseland 31 december 2021 |
| ---------------------------- | ---------------------------- | ---------------------------- | ---------------------------- | ---------------------------- |
| Nr                           | Land                         | Antal                        | Andel                        | Andel i hela riket           |
| 1                            | Sverige                      | 15 685                       | 89,89 %                      | 80,00 %                      |
| 2                            | Finland                      | 307                          | 1,76 %                       | 1,31 %                       |
| 3                            | Thailand                     | 194                          | 1,11 %                       | 0,43 %                       |
| 4                            | Burundi                      | 102                          | 0,58 %                       | 0,04 %                       |
| 5                            | Eritrea                      | 99                           | 0,57 %                       | 0,46 %                       |
| 6                            | Afghanistan                  | 95                           | 0,54 %                       | 0,60 %                       |
| 7                            | Syrien                       | 72                           | 0,41 %                       | 1,88 %                       |
| 8                            | Norge                        | 71                           | 0,41 %                       | 0,39 %                       |
| 9                            | Tyskland                     | 54                           | 0,31 %                       | 0,51 %                       |
| 10                           | Filippinerna                 | 48                           | 0,28 %                       | 0,16 %                       |

### Språk
En del av befolkningen i trakten har historiskt sett varit, och är i viss mån fortfarande, finsk-, meänkieli- eller samiskspråkig. Den finska dialekt som talas i Gällivare kommun kallas för gällivarefinska.

## Kultur

### Kommunvapen
Blasonering: Sköld kvadrerad: 1. och 4. i rött en ren av guld med blå beväring, 2. i fält av guld ett blått järnmärke och 3. i fält av guld ett blått kopparmärke.
Det ursprungliga vapnet, vars symboler står för renskötsel och malmbrytning, fastställdes ursprungligen 1948 för Gällivare municipalsamhälle. Sedan detta upplösts fastställdes det åter av Kungl maj:t 1956, nu för landskommunen. Det registrerades hos Patent- och registreringsverket 1974 enligt de nya reglerna för kommunala vapen. 2021 fastställdes ett nytt vapen som ersatte en av järnmärkena i det gamla vapnet med ett kopparmärke.
Det äldre vapnets blasonering: Sköld kvadrerad: 1. och 4. i rött fält en gående ren av guld med blå beväring, därest dylik skall komma till användning; 2. och 3. i fält av guld ett blått järnmärke.

### Sport
I kommunen finns ett flertal föreningar som är kopplade till natur och vintersporter, exempelvis scouterna, MAIF längdskidor och GSK Alpina. Bland idrottare från Gällivare återfinns världsrekordhållande snowboardåkaren Ingemar Backman, och den förste svenska totalsegraren i Världscupen i backhoppning Jan Boklöv. Andra idrottsprofiler som kan knytas till vintersporter är alpina skidåkaren Thomas Fogdö, längdskidåkaren Lina Andersson  samt ishockeyspelarna Petter Granberg och Isac Lundeström.
Även brottning är en populär sport. GSK Brottning har haft många idrottare med i både Olympiska spel och VM, däribland systrarna Sofia Matsson och Johanna Mattsson.
Andra idrottsprofiler är fotbollsspelarna Andreas Alm, Tommy Holmgren och Tord Holmgren.